# Fate/stay night
Fate/stay night (フェイト／ステイナイト?, Feito/sutei naito) — anche nota come stay night o con la sigla FSN — è una visual novel giapponese, scritta da Kinoko Nasu e illustrata da Takashi Takeuchi, prodotta da Type-Moon e pubblicata il 30 gennaio 2004. Il 19 aprile 2007 è stata pubblicata anche la conversione del videogioco per PlayStation 2, intitolata Fate/stay night: Réalta Nua, presentante tra le novità il doppiaggio con le voci degli stessi doppiatori delle serie televisive e l'assenza di tutti i contenuti e riferimenti a sfondo sessuale. Quest'ultima edizione ha ricevuto una conversione per PlayStation Vita nel 2012 e su i sistemi Android e iOS nel 2015. In occasione del ventesimo anniversario del gioco, una versione rimasterizzata di Réalta Nua è uscita per Nintendo Switch e Microsoft Windows l'8 agosto 2024, per la prima volta tradotto per l'occidente.
Opera prima della saga di Fate, introduce le dinamiche di un conflitto denominato «guerra del santo graal», più precisamente narra le cronache della quinta guerra del santo graal di Fuyuki. Da questa sono state tratte una visual novel sequel, Fate/hollow ataraxia, una serie di romanzi prequel, Fate/Zero, e un grande numero di opere secondarie, rendendo ad oggi il franchise Fate uno dei più remunerativi e attivi del settore. Fin da subito dopo la sua pubblicazione, Fate/stay night ha ricevuto negli anni diversi adattamenti sotto forma di manga, pubblicati da Kadokawa e Seikaisha, serie televisive e film anime, prodotti da Studio Deen e dallo studio Ufotable. In Italia sono stati pubblicati il manga Fate/stay night, edito da Star Comics, la serie anime Fate/stay night: Unlimited Blade Works, la trilogia cinematografica Fate/stay night: Heaven's Feel, editi entrambi da Dynit, e Fate/Zero, edito da Netflix.
Il titolo, considerato una delle visual novel più popolari in Giappone, non è mai stato pubblicato al di fuori della sua patria, in nessuna delle sue edizioni. Nonostante ciò, diverse comunità di appassionati si sono cimentate nella sua traduzione, dapprima in inglese e poi anche in italiano. Nei sondaggi condotti da MangaGamer a partire dal 2015, Fate/stay night risulta essere tra i titoli cui è più richiesta la localizzazione in lingua inglese.

## Trama
Le cronache di Fate/stay night raccontano un periodo di sedici giorni, dal 30 gennaio al 14 febbraio 2004, della vita del protagonista Shirō Emiya, un mago dilettante residente nella città di Fuyuki. Dieci anni prima, Shirō viene coinvolto in un enorme incendio che brucia una larga parte della città e perde i suoi genitori. Poco prima di morire, un enigmatico uomo chiamato Kiritsugu Emiya riesce a salvarlo e decide di adottarlo. I due mantengono una relazione spesso a distanza a causa delle frequenti partenze di Kiritsugu da Fuyuki.
Durante una notte di luna piena, Kiritsugu e Shirō hanno una discussione sulla veranda di casa e il ragazzo viene a conoscenza della fallita ambizione del padre di diventare un paladino della giustizia (正義の味方?, seigi no mikata), un guardiano dell'umanità che vorrebbe proteggere i deboli e gli innocenti. Profondamente toccato dalle convinzioni di Kiritsugu, Shirō decide di voler raggiungere quell'ideale lontano. Per farlo, il ragazzo chiede al padre di insegnargli la magia, ma nonostante l'addestramento non riesce a progredire in nessuna delle discipline fondamentali. Kiritsugu avverte suo figlio che la vita di un mago porta inesorabilmente alla distruzione, ma se fosse veramente disposto ad aiutare le persone, dovrebbe applicare le sue conoscenze e perfezionare il suo mestiere in segreto. Dopo la morte del padre, Shirō diventa frustrato dai suoi progressi, sentendosi inadeguato riguardo alle sue buone azioni con l'utilizzo della magia, e diventa incerto riguardo al suo futuro, continuando comunque a vivere nella grande villa di famiglia dove vive da solo, col supporto ormai costante da quasi due anni della compagna di scuola Sakura e della professoressa Fujimura, insegnante nel suo liceo e amica di famiglia del padre.
Una sera, dopo aver pulito il dojo del club di tiro con l'arco della sua scuola, Shirō scopre che due servant, Archer e Lancer, stanno combattendo nel cortile della scuola. Per preservare la segretezza della guerra, Lancer interrompe il combattimento per inseguire il ragazzo e trafigge il suo cuore con la sua lancia. Una compagna di scuola di Shirō, Rin Tōsaka, lo trova sanguinante e prossimo alla morte nel corridoio dell'istituto, ma riesce a salvargli la vita grazie a un cimelio di famiglia, al cui interno è contenuta una grande quantità di forza magica. Scosso e frastornato, Shirō ritorna a casa, ma Lancer irrompe nella sua abitazione e lo attacca di nuovo. Messo alle strette, riesce a entrare nel magazzino esterno e si prepara a un nuovo attacco mortale di Lancer, ma, prima che il servant riesca a colpirlo, appare una giovane ragazza dai capelli biondi in armatura impugnante una spada invisibile, e dopo un breve scontro caccia il nemico e si presenta a Shirō come il servant di classe saber. Quella stessa notte, Shirō viene accompagnato da Rin Tōsaka al cospetto di tale padre Kirei Kotomine, un misterioso prete che lo mette a conoscenza della realtà a proposito della guerra del santo graal, una sorta di antico rituale in cui sette maghi si combattono ferocemente fra di loro, in cui il premio finale è per l'appunto la leggendaria reliquia, in grado di esaudire qualunque desiderio del mago che ne entra in possesso. Il ragazzo inizialmente è titubante ma decide comunque di prendere parte al conflitto, ma non per ottenere la vittoria, ma solo per proteggere coloro a cui vuole bene, per evitare che altri subiscano le sofferenze toccate a lui, in quanto impara presto che la devastazione subita dalla sua città anni prima fu causata dalla fine della guerra precedente. Arrivata a quel punto, la trama si dipana nelle tre route narrative possibili: Fate, Unlimited Blade Works e Heaven's Feel.

### Ambientazione
Fate/stay night è ambientato nel 2004 ed i suoi eventi iniziano all'incirca nello stesso periodo in cui terminano quelli di Tsukihime, cinque anni dopo la conclusione di Kara no kyōkai. La città di Fuyuki è il luogo di una guerra segreta e violenta in cui competono sette maghi, pronti al tutto per tutto per ottenere il santo graal, il leggendario calice capace di esaudire qualunque desiderio. Questa guerra è nota come quinta guerra del santo graal e, mentre le precedenti quattro si sono svolte ogni sessant'anni, questa si svolge solo dopo dieci anni dalla fine della quarta, avvenuta nel 1994.
Ogni mago, meglio noto come master, è aiutato da uno dei sette famigli evocati chiamati servant, reincarnazioni delle anime leggendarie della storia. Questi spiriti eroici risorti possiedono caratteristiche sovrumane e armi o abilità chiamate armi nobili. Le potenzialità nascoste di queste armi possono essere rilasciate solo invocando il loro vero nome, ma è meglio evitare di brandirle casualmente, perché potrebbero svelare la vera identità del possessore, diminuendo il suo vantaggio strategico. Alcuni spiriti possono essere evocati grazie all'aiuto dei catalizzatori, che possono essere reperti, idee, esperienze vissute e valori simili a quelli del servant desiderato. Ogni master può evocare solo un servant per ogni guerra, generalmente da una di queste sette classi: saber, archer, lancer, berserker, rider, caster ed assassin. In seguito verranno inserite ulteriori classi, nonostante ognuna di queste classi «extra» possa apparire solo in determinate eccezioni.
Il santo graal è un artefatto spirituale, per questo motivo può essere toccato solo da essenze spirituali, ovvero i servant. Questo obbliga master e servant a cooperare contro le coppie rivali, anche se la situazione dovesse portare alla morte di uno dei due. Ogni master può controllare il suo servant con tre incantesimi di comando. Una volta attivato, un incantesimo di comando consente al master di emettere un ordine irrevocabile e assoluto. In caso di morte di un master, al suo servant è concesso un lasso di tempo per formare un nuovo contratto con un altro master rimasto a sua volta senza servant; mentre se un servant viene ucciso, il suo master può anche decidere di chiedere protezione al supervisore della guerra del santo graal, di solito un delegato della Santa chiesa.
Fuyuki, la città immaginaria adibita allo svolgimento della guerra del santo graal, si trova nella prefettura di Kumamoto sull'isola di Kyūshū, mentre molti dei luoghi presentati sono ispirati a zone reali della città di Kōbe, nell'isola di Honshū. L'esterno del castello della famiglia Einzbern è invece ispirato principalmente al Castello di Brissac, situato in Francia, e al Castello di Neuschwanstein, in Germania, mentre gli interni ad alcuni castelli britannici.

### Personaggi principali
Shirō Emiya
Doppiato da: Noriaki Sugiyama (adolescente), Junko Noda (bambino)
Shirō è il protagonista dell'opera. Ragazzo dal carattere mite e docile, si prodiga sempre per aiutare gli altri, e anche se ci sono alcuni che approfittano di questa sua generosità lui non si ribella e anzi, arriva ad avere comportamenti suicidi per rendersi d'aiuto. Dal momento che non è figlio naturale di Kiritsugu non ha potuto ricevere i suoi insegnamenti, ma possiede l'innata capacità di riparare e modificare la materia. In seguito, grazie a Rin, imparerà a controllare i suoi poteri. Partecipa alla guerra del santo graal senza scopi di lucro e non per sua libera scelta, almeno all'inizio. Il suo servant è Saber. Le motivazioni dietro la natura semplice e apparentemente ingiustificatamente eroica si cela in realtà una ragione ben precisa. Emiya infatti è rimasto traumatizzato dalla catastrofe che quasi lo uccise anni fa e di cui fu l'unico superstite, al punto da soffrire di disturbo da stress post-traumatico e di un incredibile senso di colpa per essere l'unico sopravvissuto che lo spinge a voler utilizzare, più o meno coscientemente, la sua vita per aiutare gli altri. Questo suo comportamento lo porta a essere fondamentalmente un individuo incapace di pensare a sé stesso come persona, e di conseguenza incapace di pensare al proprio tornaconto, alla propria sicurezza e ai propri desideri, arrivando praticamente al livello da essere classificabile come un malato mentale. Tutto ciò è rafforzato poi da una promessa fatta dal ragazzo al padre poco prima della morte, ovvero quella di portare avanti il suo desiderio di essere un «paladino della giustizia». La novel originale ha come tema centrale in tutte e tre le route l'analisi, tramite gli eventi e le relazioni che Shirō instaura, di questa sua psicologia malata, e i suoi possibili percorsi.
Saber
Doppiata da: Ayako Kawasumi
Saber è il servant evocato involontariamente da Shirō nella guerra del santo graal. Combatte usando una spada invisibile (tecnica utilizzata per coprire l'aspetto reale dell'arma, una delle spade più potenti e famose della storia) e possiede la capacità di rigenerare rapidamente qualsiasi ferita propria. Come tutti i servant, anche lei ha qualcosa da chiedere al santo graal. Genericamente è una ragazza apparentemente fredda e schietta con tutti, anche col master, estremamente legata a quello che era stato il suo codice d'onore in vita, da cui deriva il suo carattere orgoglioso e a volte eccessivamente diretto. La sua identità è mantenuta nascosta anche al suo master, visto che è un mago debolissimo e quindi vulnerabile come gli umani normali a possibili controlli mentali (e mantenere nascosta l'identità del servant ai nemici è una pratica essenziale per un master, in quanto conoscere l'identità di un eroe equivale a sapere i suoi punti forti e le sue debolezze), ma viene scoperta ed è uno dei punti focali della route di cui è eroina, in tale storia viene anche approfondita la sua somiglianza con Shirō dovuta ai loro comportamenti autodistruttivi e la loro incapacità di vedere la loro persona come una priorità, e che la portò anche a «eliminare» la sua vera personalità, per assumere il ruolo che lei stessa accettò, e che richiedeva assoluta imparzialità e freddezza.
Rin Tōsaka
Doppiata da: Kana Ueda
Compagna di scuola di Shirō, è un altro dei maghi che partecipano alla guerra. Discende da un'antica dinastia di maghi, una delle famiglie fondatrici del rituale della guerra, ed è stata educata al meglio al fine di ottenere il santo graal. Il suo servant è Archer. Rin è una ragazza allegra, cordiale e ben educata, che vive la vita con slancio, tanto che pur avendo la sua vita già designata a seguire le orme del padre mago, morto nell'ultima guerra, decide di seguire le lezioni e fare la vita da studentessa liceale perché lo trova divertente, luogo nel quale è adorata come una studentessa modello. Sotto la facciata che mantiene nella vita di tutti i giorni è in realtà particolarmente grintosa, avara, autoritaria e anche aggressiva, ma anche gentile e con i tratti tipici di una buona sorella maggiore nei confronti di coloro a cui tiene. Come maga, la sua specialità è incamerare energia magica in pietre preziose.
Sakura Matō (間桐 桜?, Matō Sakura)
Doppiata da: Noriko Shitaya
Una compagna di scuola di Shirō. Gentile e disponibile, si reca tutti i giorni a casa di Shirō per fargli da mangiare e tenergli compagnia. Malgrado si rivolga a lui chiamandolo senpai appare abbastanza chiaro che sia innamorata di lui. Sakura è anche lei segretamente di origine magica, e fu lei la vera master della famiglia, ma il suo rifiuto a combattere fece sì che il controllo sul suo servant passasse al fratello Shinji. Dietro il suo spirito apparente si nasconde un carattere particolarmente possessivo e a tratti perverso, che cerca di tenere represso, e anche un'enorme tristezza.

## Modalità di gioco
Il gameplay di Fate/stay night è di tipo non lineare e non richiede molta interazione da parte del giocatore, poiché la maggior parte del tempo viene spesa nella lettura dei testi che compaiono a schermo, che includono sia i dialoghi tra i personaggi sia i pensieri del protagonista. Periodicamente, la narrazione dal punto di vista del protagonista viene spezzata da interludi, narrati da un narratore esterno onnisciente, che tratteranno eventi svolti contemporaneamente a quelli del protagonista o avranno a che vedere con il passato di alcuni personaggi. Spesso il giocatore raggiungerà determinati punti di decisione, che includono generalmente dalle due alle tre scelte, il cui esito influenzerà il susseguirsi degli eventi della trama, determinandone eventualmente il finale. Il tempo che intercorre tra queste decisioni è variabile e, fino a quando non sarà scelta una delle opzioni disponibili, il gameplay si interromperà. Sono disponibili tre percorsi (in gergo «route»), ognuno caratterizzato da una trama differente, uno per ogni eroina della storia Per giocarli tutte e tre, il giocatore deve rigiocare la storia fino ad effettuare determinate scelte in momenti specifici per far proseguire la trama in una direzione differente. Interagendo con le eroine si verrà a creare un "misuratore di affetto", che si alzerà o si abbasserà a seconda dell'esito delle scelte compiute su ciascuna di esse. Quando la quantità di affetto accumulata dal giocatore è sufficientemente elevata, al termine del gioco si accederà al true end (lett. "vero finale") del rispettivo percorso.
Sono presenti quaranta bad end (lett. "brutta fine") che possono essere raggiunte durante la partita, ognuna seguita da una sezione chiamata Tiger dōjō (タイガー道場?, Taigā dōjō). Qui, versioni alternative di Taiga Fujimura e Illyasviel von Einzbern approfondiscono i finali e spiegano come evitarli per proseguire con la storia.

### Routenarrative

Funzionamento schematizzato della narrazione a route. Ogni decisione presa dal giocatore crea conseguenze che alla conclusione del prologo andranno a sommarsi indirizzandolo verso un differente percorso

Le route sono timeline narrative caratterizzate da avvenimenti, scontri e dialoghi tutti differenti tra di loro. Ognuna di queste trame si svincola in modo diverso concentrandosi specificatamente su alcuni membri del folto cast lasciandone in disparte altri che verranno analizzati in seguito nelle altre route. Grazie a questo stratagemma narrativo, il giocatore, svolgendo in ordine le tre route, ottiene la visione dell'insieme di tutti i personaggi e di tutte le sfaccettature dell'universo di gioco comprese istituzioni, riti e avvenimenti passati generando la grande mitologia che contraddistingue il mondo di Fate.
Il prologo, che copre i primi tre giorni della storia, è l'unica sezione della trama che non differisce e che viene utilizzata come sblocco per muoversi tra una route a l'altra; A seconda delle scelte compiute in quel frangente si attiverà uno dei tre scenari narrativi:
- Fate, con protagonista femminile Saber.[16] È la prima route disponibile ed è considerata la trama «base». Si sblocca facendo ferire Archer durante il prologo portando alla sua assenza nei primi giorni della guerra. La narrazione si concentra principalmente sul passato di Saber come eroe e del suo rapporto con Shirō, legato soprattutto alle rivelazioni sugli eventi della quarta guerra del santo graal.
- Unlimited Blade Works, con protagonista femminile Rin Tōsaka.[16] È la seconda route disponibile e si sblocca, durante il prologo, bloccando Saber con un incantesimo di comando impedendogli di ferire Archer. Questa route si concentra principalmente sulla figura di Archer, sul suo passato e sui suoi ideali. Inoltre gli eventi si distinguono anche su un lungo approfondimento relativo ai personaggi di Medea e del suo master Sōichirō Kuzuki.
- Heaven's Feel, con protagonista femminile Sakura Matō.[16] Questa è l'ultima route delle tre e si sblocca mantenendo invariato il prologo dello scenario Fate ma avendo un rapporto elevato con Sakura. È considerata la route più cupa e horror. La narrazione si concentra sulla persona e sugli oscuri e perversi segreti di Sakura e sul resto della famiglia Matō, inoltre saranno presi in importante considerazione i personaggi di Rider, Illyasviel von Einzbern e Kirei Kotomine. Questa è l'unica linea narrativa dove compaiono i personaggi di Zōken Matō, Saber Alter e il vero Assassin.

## Sviluppo e distribuzione

### Genesi dell'opera
(Kinoko Nasu a Dengeki Online)
Kinoko Nasu è sempre stato un grande fan di Makai tenshō (conosciuto in Occidente come Samurai Reincarnation), romanzo di Fūtarō Yamada che vede figure storiche di tutto il Giappone darsi battaglia. Prendendo ispirazione da quest'ultimo, durante il liceo, il terzo romanzo che scrisse fu il prototipo di quello che sarebbe diventato poi Fate/stay night, ora chiamato «vecchio Fate» (旧Fate?, kyū Fate). Ciò che produsse all'epoca era solo un terzo della trama della futura route Fate e si concludeva con lo scontro con Sasaki Kojirō, poi ragioni personali non poté scrivere altro per più di dieci anni; le altre due route, Unlimited Blade Works ed Heaven's Feel, che inizialmente non erano previste, furono scritte solo in seguito. Inoltre, nelle prime bozze Saber era di sesso maschile e il protagonista non era Shirō, ma una ragazza con gli occhiali: questo scenario è stato ripreso in seguito per l'OVA Fate/Prototype. Secondo Nasu stesso, questa prima versione conteneva elementi da storie d'amore anni ottanta e idee di cambiamento dell'ordine mondiale, mentre quella finale è incentrata sui cambiamenti delle persone e il santo graal viene utilizzato per altri scopi. Durante un'intervista ad Anime News Network, Gen Urobuchi, autore del prequel Fate/Zero, ha spiegato che le impostazioni delle differenti mitologie sono state utilizzate come fondamenta, lasciando spazio all'immaginazione nella scrittura dei personaggi.

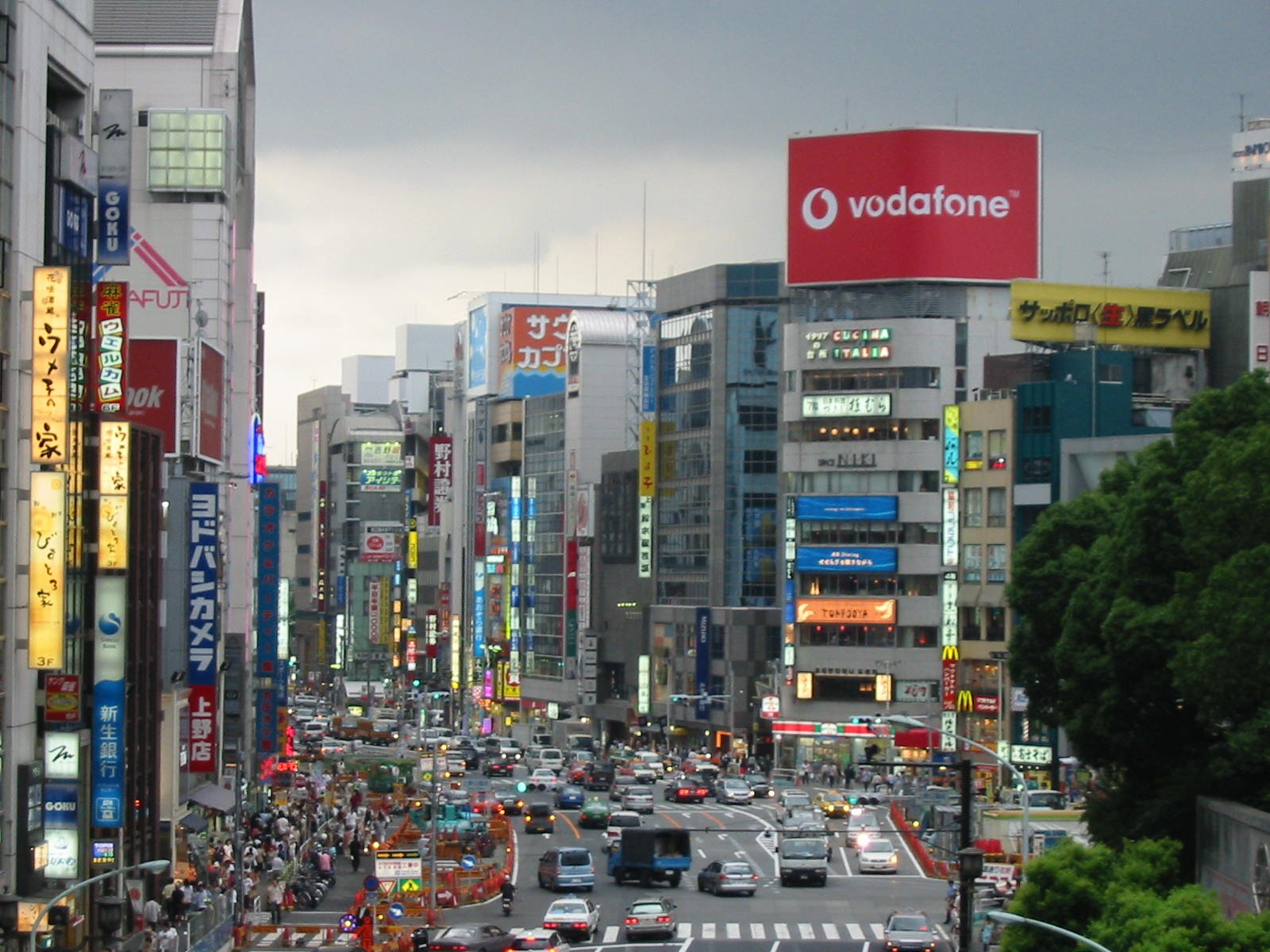
Il quartiere di Taitō a Tokyo, luogo dove ha tuttora sede Type-Moon

Dopo il successo della loro prima visual novel, Tsukihime, Nasu era intenzionato a scrivere qualcosa che superasse le aspettative, così Takeuchi gli propose di riprendere in mano il vecchio Fate. Nasu accettò, decise di ambientarlo nel presente di allora e di scrivere più percorsi. Type-Moon si mise dunque al lavoro sul nuovo progetto, indecisa se lo avrebbe distribuito nuovamente come dōjin soft o come videogioco professionale. Conclusa la route di Saber, Nasu optò per la seconda scelta e così Type-Moon divenne una casa di sviluppo commerciale a tutti gli effetti. Tuttavia, Nasu non era sicuro della scelta stilistica, preoccupato che la visual novel, una volta pubblicata, venisse scambiata per un gioco bishōjo. In alternativa, Takeuchi aveva preso in considerazione di sviluppare sotto forma di visual novel l'altro lavoro di Nasu, il romanzo originale di quello che sarebbe poi diventato Mahōtsukai no yoru, ma poiché la trama di Fate era già conclusa, decisero di optare per quest'ultimo. Considerando di orientare il target al pubblico maschile, già fruitore delle due visual novel precedenti, Takeuchi avanzò quindi la proposta di cambiare il genere di Saber e del protagonista. Nonostante la reazione iniziale di Nasu, che considerò questa possibilità una «blasfemia», paragonandola a cambiare il sesso di Gatsu, protagonista del manga Berserk, qualche tempo dopo l'accettò e, oltre ad aprire le possibilità a una componente commerciale, si aprirono nuove opzioni per lo sviluppo della trama. Successivamente, Nasu commentò questa scelta, scherzando sul fatto che Takeuchi avesse in realtà idee chiare in testa: «dato che avrebbe dovuto disegnare un personaggio più e più volte, voleva che fosse una ragazza carina al posto di un ragazzo». Gran parte della trama e dei personaggi dovette dunque essere riscritta e Takeuchi dovette ripensare molti dei design originali. In particolare, Archer fu pesantemente modificato, divenendo la versione adulta del protagonista, Shirō Emiya, e il suo design originale venne riutilizzato per Gilgamesh. Gli archi narrativi completati all'epoca erano solo Fate ed Unlimited Blade Works, e quest'ultimo venne parzialmente presentato in un booklet in anteprima al Comiket di dicembre 2001.
Durante lo sviluppo del sistema delle abilità e attributi dei personaggi, vennero avanzate alcune proposte per sviluppare un videogioco simile ad alcune parti del Romanzo dei Tre Regni, con elementi da gioco di ruolo. Venne considerata anche la possibilità di immettere il titolo nel mercato delle console videoludiche, che avrebbe richiesto la rimozione degli elementi eroge, ma alla fine lo sviluppo continuò invariato. Invece di utilizzare nuovamente il motore grafico NScripter, già adoperato in Tsukihime, gli sviluppatori scelsero di basare Fate/stay night su KiriKiri che, secondo i suoi creatori, forniva una migliore visualizzazione della narrazione grazie alla continua produzione di informazioni. Se in Tsukihime erano state utilizzate delle fotografie come fondali, per Fate/stay night Takeuchi propose invece di utilizzare dei disegni, affidando la loro preparazione ad un'azienda esterna, mentre Type-Moon si sarebbe occupata di decidere quali utilizzare e dei ritocchi finali.
Inizialmente era stato pianificato di dividere la trama in quattro archi, uno per ogni eroina (Illyasviel, Rin, Saber e Sakura). Saber e Rin avrebbero dovuto coprire metà della storia, incontrarsi e a quel punto dividere la storia in quattro route. Tutte e quattro le storie sono state scritte in una volta sola, ma poi Nasu ha sentito la necessità di «capovolgere» il racconto. Illyasviel era inizialmente una delle eroine e avrebbe dovuto essere protagonista assieme a Sakura. Durante la nona giornata di Heaven's Feel, oltre a scegliere se diventare l'eroe di Sakura o realizzare i suoi ideali da paladino della giustizia, Shirō sarebbe potuto diventare l'eroe di Illyasviel. Nel 2002 Nasu capì di aver scritto un testo quasi lungo quanto quello di Tsukihime, dunque si pensò di pubblicare le route di Saber e Rin in Fate/stay night e quelle di Sakura e Illyasviel in un altro titolo, Fate/other night. L'idea però viene scartata a causa degli elevati costi per la pubblicazione di due prodotti contemporaneamente e decisero quindi di includere la route di Sakura in Fate/stay night, combinando quella di Illyasviel con quest'ultima. In fase di sviluppo era presente anche una route dedicata a Caster, scartata poi del tutto, con l'eccezione della sezione relativa alla collaborazione con Rider, presente nel gioco finale. Inoltre, i file del gioco contengono una scena scartata della route Fate in cui Shirō accetta di cooperare con Shinji. Il nome è parzialmente ereditato dalla bozza scritta da Nasu durante gli anni del liceo, che voleva includere nel titolo la parola inglese «night» (lett. "notte") e una barra.

### Storia editoriale
La demo del videogioco è stata pubblicata il 21 ottobre 2003 su CD-ROM insieme alla rivista Tech Gian di Enterbrain e il 1º novembre dello stesso anno sul sito di Type-Moon. Il 10 novembre è stata presentata la sigla di apertura del titolo, This Illusion, eseguita da M.H., mentre il 21 novembre è stata annunciata la sua data uscita. L'8 dicembre sono stati accettati i primi preordini via posta, sospesi pochi giorni dopo fino al 30 dicembre, a causa di una domanda inaspettatamente elevata. Infine, Fate/stay night è stato pubblicato per PC il 30 gennaio 2004.
Il 13 gennaio 2006, Kadokawa Shoten ha annunciato l'arrivo di una conversione per PlayStation 2 entro la fine dello stesso anno, mentre il 21 ottobre ad Akihabara è stato annunciato l'elenco dei cambiamenti apportati rispetto alla versione per computer: tutti i personaggi hanno ricevuto un doppiaggio completo, con gli stessi doppiatori della serie TV di Studio Deen, Fate/stay night, conclusasi due mesi prima, sono state aggiunte alcune immagini e nuove musiche, un epilogo della route Fate, denominato Last Episode, e sono state rimosse tutte le scene hentai per soddisfare i requisiti della categoria CERO C. L'8 novembre, tramite il suo sito ufficiale, Type-Moon ha posticipato la data di uscita del videogioco ai primi mesi del 2007, a causa dei requisiti previsti dalla piattaforma di gioco. Il titolo è stato quindi pubblicato il 19 aprile 2007 con il nome di Fate/stay night: Réalta Nua (Fate/stay night [Réalta Nua]?, Feito/sutei naito: Rearuta Nua, in irlandese lett. "Nuova stella"). Il 23 dicembre 2011 è stata pubblicata una nuova edizione della route Fate di Réalta Nua per PC, seguita poi da Unlimited Blade Works e Heaven's Feel, rispettivamente nel gennaio e nel febbraio dell'anno seguente. Il 29 novembre 2012 è stata pubblicata anche per PlayStation Vita, con delle nuove animazioni di apertura per ogni arco curate dallo studio Ufotable, illustrazioni migliorate e il supporto al touch screen. Insieme al titolo era compreso il minigioco Tobidase! Trouble hanafuda dōchū-ki (とびだせ! トラぶる花札道中記?, Tobidase! Toraburu hanafuda dōchū-ki), un gioco di carte hanafuda con una storia originale, scritta da Kinoko Nasu, Gen Urobuchi, Meteo Hoshizora e Yūichirō Higashide, in cui sono comparsi anche Rider e Berserker di Fate/Zero.
Dopo l'annuncio del 27 luglio 2014, il titolo è approdato, sulle piattaforme Android e iOS, rispettivamente il 19 aprile e il 29 maggio 2015, e la route Fate, inizialmente distribuita gratuitamente per un periodo limitato, è stata resa gratuita per sempre il 7 ottobre dello stesso anno.
Il 30 maggio 2019, in occasione del Fate/stay night: 15th Celebration Project, Type-Moon ha annunciato la ristampa di Fate/stay night + hollow ataraxia (Fate/stay night＋hollow ataraxia復刻版?, Feito/sutei naito + horō atarakushia fukkoku-ban), una confezione contenente sia Fate/stay night che il sequel, Fate/hollow ataraxia, un artbook chiamato Fate/Art Chronicle e la ristampa di Fate/side material, il booklet contenuto originariamente nella prima edizione limitata di Fate/stay night. Dopo aver aperto i preordini il giorno stesso, la confezione è stata venduta a partire dal 28 giugno 2019. Gli unici cambiamenti hanno riguardato la rimozione del supporto DVD di installazione, in favore di una carta con il codice per il download digitale, e il supporto ai sistemi operativi più recenti.

## Tematiche trattate e analisi
Kinoko Nasu ha voluto ritrarre il protagonista, Shirō Emiya, come un tipico adolescente, mentre Takashi Takeuchi non ha voluto che avesse troppa individualità, così che i giocatori potessero proiettarsi in lui. Il titolo descrive la sua crescita interiore e il tema principale è la «conquista di sé stessi». Secondo Nasu, tutte le route sono uguali, seppur con forme diverse, poiché le trame e i temi trattati sono differenti. Fate mostra la mentalità distorta del protagonista, e il tema è «sé stessi come ideale». Unlimited Blade Works mostra la sua determinazione, e il tema è «lottare contro sé stessi per un ideale», il protagonista deve cioè confrontarsi con sé stesso e con i suoi ideali, ciò che avrebbe dovuto realizzarsi durante lo sviluppo della route di Satsuki Yumizuka in Tsukihime, ma che poi non è accaduto. Heaven's Feel mostra un altro possibile esito del protagonista come essere umano, e il tema è l'«attrito tra reale ed ideale», scelto per poter mettere in pratica gli ideali del protagonista, in contrasto con quanto accade nelle altre due, dove viene prestata più attenzione alla loro definizione e dimostrazione. Shirō è un tipo di personaggio che vorrebbe salvare quante più persone possibile e renderle tutte felici, l'esatto opposto di Shiki Tōno, protagonista di Tsukihime, le cui uniche preoccupazioni sono le persone che lo circondano.
La controparte di Saber, Saber Alter, è considerata dall'autore l'epitome della filosofia secondo cui sia impossibile salvare tutti, e che spesso salvare qualcuno significhi non salvare qualcun altro. Per questo motivo, lei rappresenta la vera natura di Heaven's Feel. Inoltre, la gratitudine espressa da Shirō nei suoi confronti dopo averla sconfitta rappresenta, nelle intenzioni di Nasu, «la gratitudine che tutti dovremmo provare nei confronti di coloro che si sacrificano volontariamente per gli altri». All'interno della stessa route è presente anche «Sakura oscura», è in una fase della sua vita che, quando superata, le permette di diventare una ragazza dall'amore puro, capace di accettare chiunque così com'è.
In Fate/stay night sono presenti alcune scene erotiche tra Shirō e l'eroina di ciascun percorso, «intenzionalmente imbarazzanti e deliberatamente inquietanti» e svolgono una funzione precisa ai fini della trama: sono un mezzo usato per esplorare alcuni aspetti dell'orrore e come può migliorare la caratterizzazione dei personaggi colti in situazioni estreme e terrificanti.

## Altri media

### Manga

#### Fate/stay night

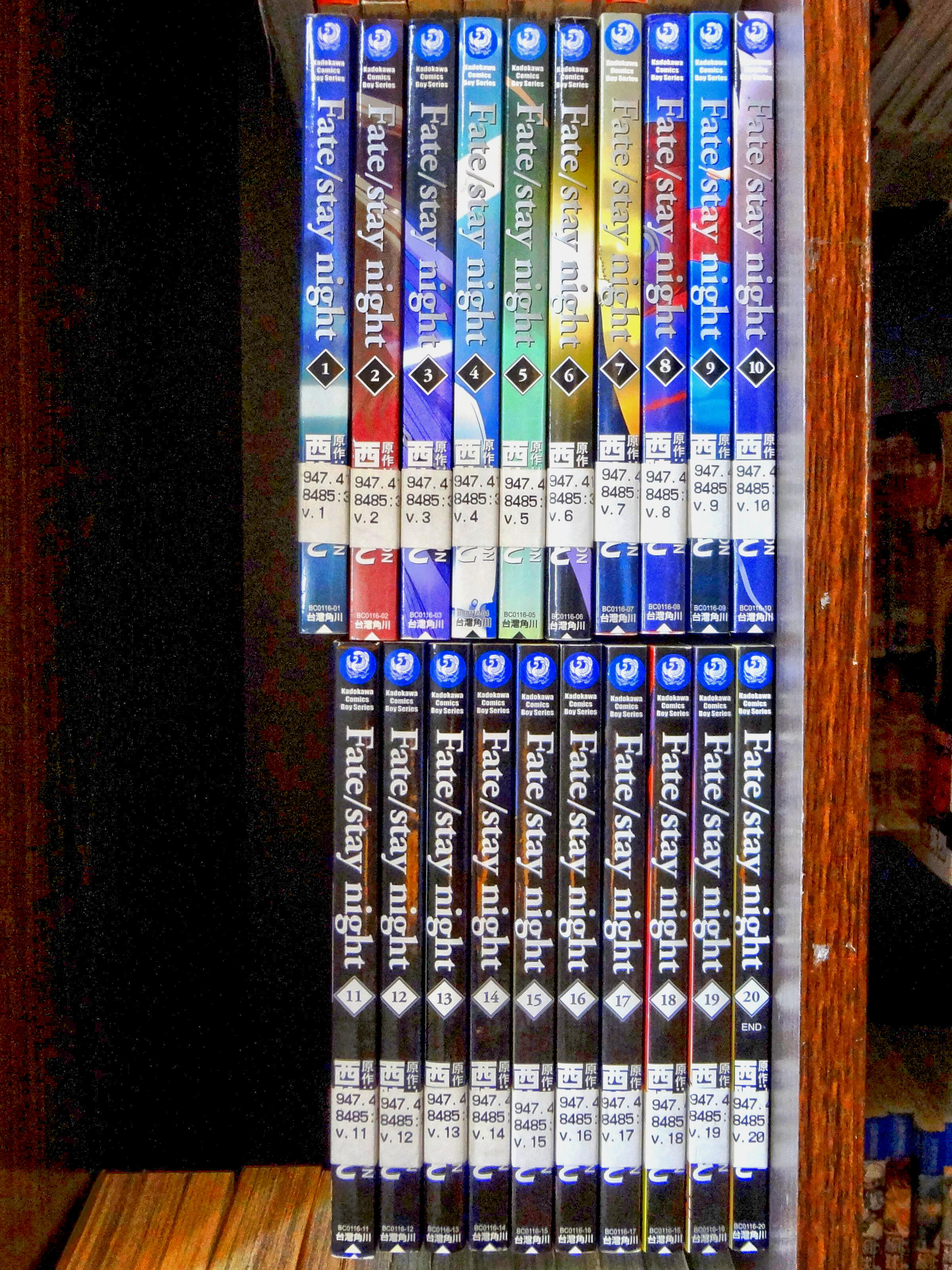
Collezione dei tankōbon del manga Fate/stay night

La trasposizione manga di Fate/stay night, disegnato da Datto Nishiwaki, è stata serializzata sulla rivista Shōnen Ace, di Kadokawa Shoten, a partire dal 26 dicembre 2005 fino a novembre 2012. Gli eventi narrati sono incentrati sulla route di Saber e sono presenti alcuni contenuti originali. Il manga è stato licenziato per la pubblicazione in lingua inglese da Tokyopop nel 2007, mentre in Italia è stato pubblicato da Star Comics dal 9 ottobre 2008 al 10 luglio 2014. La traduzione dei testi è stata curata da Ernesto Cellie e Chieko Toba, mentre il lettering è stato realizzato da Baldassarre Minopoli.

#### Fate/stay night: Heaven's Feel
Il 3 aprile 2015 Type-Moon e Kadokawa hanno annunciato un nuovo manga, intitolato Fate/stay night: Heaven's Feel (Fate/stay night [Heaven's Feel]?, Feito/sutei naito: Hebunzu Fiiru), disegnato da Task Ōna, già autore dell'adattamento di Hyouka, trasposizione della «route di Sakura» (桜ルート?, Sakura rūto). Il giorno seguente è uscito un capitolo speciale, intitolato Episode 0, sulla rivista Young Ace, mentre la serializzazione è iniziata il 2 maggio dello stesso anno. Il primo volume è stato pubblicato da Kadokawa il 26 giugno 2015.
| Nº | Data di prima pubblicazione | Data di prima pubblicazione | Data di prima pubblicazione |
| Nº | Giapponese                  | Giapponese                  |                             |
| -- | --------------------------- | --------------------------- | --------------------------- |
| 1  | 26 giugno 2015              | ISBN 978-4-04-103397-5      |                             |
| 2  | 4 febbraio 2016             | ISBN 978-4-04-103769-0      |                             |
| 3  | 3 settembre 2016            | ISBN 978-4-04-104686-9      |                             |
| 4  | 2 giugno 2017               | ISBN 978-4-04-105647-9      |                             |
| 5  | 10 ottobre 2017             | ISBN 978-4-04-106094-0      |                             |
| 6  | 4 agosto 2018               | ISBN 978-4-04-107163-2      |                             |
| 7  | 10 gennaio 2019             | ISBN 978-4-04-107164-9      |                             |
| 8  | 26 febbraio 2020            | ISBN 978-4-04-109108-1      |                             |
| 9  | 28 dicembre 2021            | ISBN 978-4-04-112117-7      |                             |
| 10 | 4 aprile 2023               | ISBN 978-4-04-113359-0      |                             |
| 11 | 4 febbraio 2025             | ISBN 978-4-04-115976-7      |                             |

#### Fate/stay night: Unlimited Blade Works
Il 26 marzo 2021 Type-Moon e Kadokawa hanno annunciato un ulteriore manga, disegnato da Daisuke Moriyama, noto per Chrono Crusade e World Embryo, trasposizione della route Unlimited Blade Works. Il primo capitolo è stato serializzato il 25 dicembre 2021 sulla rivista Dengeki Daioh. Il primo volume è stato pubblicato da Kadokawa il 26 agosto 2022.
| Nº | Data di prima pubblicazione | Data di prima pubblicazione | Data di prima pubblicazione |
| Nº | Giapponese                  | Giapponese                  |                             |
| -- | --------------------------- | --------------------------- | --------------------------- |
| 1  | 26 agosto 2022              | ISBN 978-4-04-914556-4      |                             |
| 2  | 9 dicembre 2022             | ISBN 978-4-04-914771-1      |                             |
| 3  | 27 giugno 2023              | ISBN 978-4-04-915102-2      |                             |
| 4  | 26 dicembre 2023            | ISBN 978-4-04-915450-4      |                             |
| 5  | 27 giugno 2024              | ISBN 978-4-04-915757-4      |                             |
| 6  | 27 dicembre 2024            | ISBN 978-4-04-916116-8      |                             |
| 7  | 26 luglio 2025              | ISBN 978-4-04-916492-3      |                             |

### Anime

#### Fate/stay night
La prima serie televisiva anime di Fate/stay night è stata annunciata nel giugno del 2005 durante l'evento Rondo Robe 2005 Gate to Date. Animata da Studio Deen e prodotta dal Fate Project, gruppo che includeva Geneon Entertainment, TBS, CREi e Frontier Works, è stata trasmessa dal 6 gennaio 2006 al 16 giugno 2006, per una durata di ventiquattro episodi. In seguito ha ricevuto la sua prima programmazione internazionale sul network Animax, nel 2007, ed è stata quindi licenziata per il Regno Unito, la Corea del Sud, Hong Kong, e Germania. La regia è stata affidata a Yūji Yamaguchi, mentre il character design a Megumi Ishihara, basandosi su quello originale di Takashi Takeuchi. Per celebrare l'uscita del film Fate/stay night: Unlimited Blade Works, la serie televisiva è stata rieditata e ricompilata in due volumi home video, dalla durata di sessanta minuti ciascuno, intitolati Fate/stay night TV reproduction I e II e pubblicati il 22 gennaio 2010.
La storia narrata si basa sulla route di Saber, con l'aggiunta di alcuni contenuti originali. In uno di questi, Sakura viene rapita da Caster ed è in procinto di diventare il recipiente del santo graal. Il design di lei con il costume utilizzato durante il rapimento venne ideato da Takeuchi, e Nasu lo propose come «l'aspetto dei fiori di ciliegio in cui non si riesce a leggere l'aria». Il costume è stato fonte di alcune controversie tra i fan, tanto che Nasu disse di «non poter leggere l'aria», mentre Takeuchi commentò dicendo che gli piacesse.
In occasione del Fate/stay night: 15th Celebration Project, il 13 dicembre 2019 Type-Moon ha pubblicato un libro, intitolato Fate/unpublished material, che raccoglie nuove informazioni sulla trama, l'ambientazione e il character design dei personaggi originariamente pianificati per questo anime, prima che venissero modificati per la messa in onda. Tra questi, avrebbe dovuto essere presente un'eroina con lo scudo, poi scartata e riutilizzata come personaggio principale di Fate/Grand Order.

#### Fate/stay night: Unlimited Blade Works
(Kinoko Nasu allo staff di Fate/stay night: Unlimited Blade Works)

Copertina italiana del primo box Blu-ray edito da Dynit

Nel luglio 2014 è stata annunciata la messa in produzione di una nuova serie anime, basata sulla seconda route, Unlimited Blade Works, intitolata Fate/stay night: Unlimited Blade Works. Prodotta da Aniplex e animato dallo studio Ufotable, la serie è andata in onda in 2 stagioni distinte, una durante l'inverno del 2014 e la seconda nella primavera del 2015. Trasmessa in Italia tramite simulcast da parte di VVVVID su concessione di Dynit, è stata poi doppiata in italiano e ripubblicata sul medesimo sito. Kinoko Nasu l'ha definita «un nuovo stay night», non un sequel dell'anime di Fate/Zero, da cui differisce sia in termini narrativi che visivi, ed è stata perciò chiamata anche «Fate/stay night versione Ufo» (ufo版Fate/stay night?, Yūfō-ban Feito/sutei naito).
Nel 2015, all'interno del secondo cofanetto in edizione limitata di Unlimited Blade Works, è stata pubblicata Garden of Avalon, una breve light novel scritta da Kinoko Nasu, narrante alcune delle vicende del ciclo bretone inserite all'interno dell'universo narrativo di Fate. Nel 2016 da questo romanzo è stato tratto un drama-CD.

### Web radio
Un programma radiofonico di ventotto episodi, intitolato Fate/stay tune (フェイト ステイチューン?, Feito sutei chūn), è andato in onda sulla web radio, ospitata da Animate TV, ogni mercoledì dal 22 febbraio 2007 al 6 settembre 2007, e in differita di due settimane su quella ospitata da Onsen. La trasmissione è stata condotta da Ayako Kawasumi, la doppiatrice di Saber, e Kana Ueda, la doppiatrice di Rin. Il duo è stato accompagnato in diversi episodi da altri doppiatori, come Noriko Shitaya, Hiroshi Kamiya, Jun'ichi Suwabe, Nakta Jōji, Noriaki Sugiyama, Yū Asakawa e Mai Kadowaki, rispettivamente di Sakura, Shinji, Archer, Kirei, Shirō, Rider ed Illyasviel. Gli episodi sono stati poi pubblicati da Frontier Works in due raccolte, da CD l'una. La prima, uscita il 24 agosto 2007, inizialmente anche in edizione limitata, presentava nel primo disco le registrazioni dei primi quattordici episodi e nel secondo due registrazioni speciali. La seconda, uscita il 24 ottobre 2007, presentava nel primo disco le registrazioni degli ultimi quattordici episodi e nel secondo due nuove registrazioni speciali, in cui i conduttori erano Hiroshi Kamiya e Yū Asakawa. In entrambe le raccolte, la copertina è stata disegnata da Maki Fuji, il direttore delle animazioni dell'anime di Studio Deen.
In occasione dell'uscita nei cinema giapponesi del film Fate/stay night: Unlimited Blade Works, sulla stessa web radio è andato in onda un programma radiofonico di ventisei episodi, intitolato Fate/stay tune Unlimited Radio Works (フェイト/ステイチューン アンリミテッドレディオワークス?, Feito/sutei chūn Anrimiteddo Redio Wākusu), ogni venerdì dal 16 ottobre 2009 al 16 aprile 2010. La trasmissione è stata nuovamente condotta da Ayako Kawasumi e Kana Ueda, questa volta insieme a Jun'ichi Suwabe.

### Film

#### Fate/stay night: Unlimited Blade Works
Un film d'animazione prodotto da Studio Deen e basato sulla route Unlimited Blade Works è stato proiettato nei cinema giapponesi il 23 gennaio 2010. Lo staff della serie televisiva, incluso il regista Yūji Yamaguchi, ha partecipato alla lavorazione del film, e la maggior parte dei doppiatori televisivi ha ripreso il proprio ruolo nell'adattamento cinematografico. Il film ha guadagnato 280 milioni di yen ai box office giapponesi.

#### Fate/stay night: Heaven's Feel
Nel 2014 è stata annunciata la messa in produzione di una trilogia di lungometraggi basati sulla terza route, Heaven's Feel, prodotta dallo studio Ufotable e diretta da Tomonori Sudō. Il primo episodio, intitolato Fate/stay night: Heaven's Feel I. presage flower, è uscito in Giappone il 14 ottobre 2017. Il secondo film, Fate/stay night: Heaven's Feel II. lost butterfly, sarebbe dovuto uscire durante il 2018, ma è stato posticipato al 12 gennaio 2019. L'annuncio della acquisizione della trilogia da parte di Dynit è avvenuto durante la conferenza dell'editore bolognese in occasione del Lucca Comics & Games 2017, dove è stato inoltre preannunciato il passaggio al cinema del primo film, avvenuto il 13 e 14 febbraio 2018. Nella conferenza lucchese dell'anno successivo è stato invece confermato il passaggio del secondo capitolo, avvenuto il 18 e 19 giugno 2019.
La trilogia cinematografica è composta da:
- Fate/stay night: Heaven's Feel I. presage flower (2017)
- Fate/stay night: Heaven's Feel II. lost butterfly (2019)
- Fate/stay night: Heaven's Feel III. spring song (2020)

### Drama-CD
Nel corso degli anni Type-Moon ha prodotto diversi drama-CD, al cui interno sono comparsi i personaggi di Fate/stay night. Il primo, intitolato All around Type-Moon: Ahnenerbe no nichijō (ALL AROUND TYPE-MOON ～アーネンエルベの一日～?), è stato distribuito al Comiket 72 il 17 agosto 2007, mentre il secondo, intitolato Type-Moon Fes. 10th anniversary drama CD, è stato pubblicato da Aniplex il 16 gennaio 2013, in occasione del Type-Moon Fes. 10th Anniversary Event.

### Gioco da tavolo
In occasione del Fate/stay night: 15th Celebration Project, il 15 marzo 2019 è stato presentato un gioco da tavolo, intitolato Dominate Grail War: Fate/stay night on Board Game (ドミネイトグレイルウォー ～フェイト/ステイナイト オン ボードゲーム～?, Domineito Gureiru Wō ～Feito/sutei naito on bōdo gēmu～) e pubblicato da Delightworks il 3 agosto 2019.

### Opere derivate

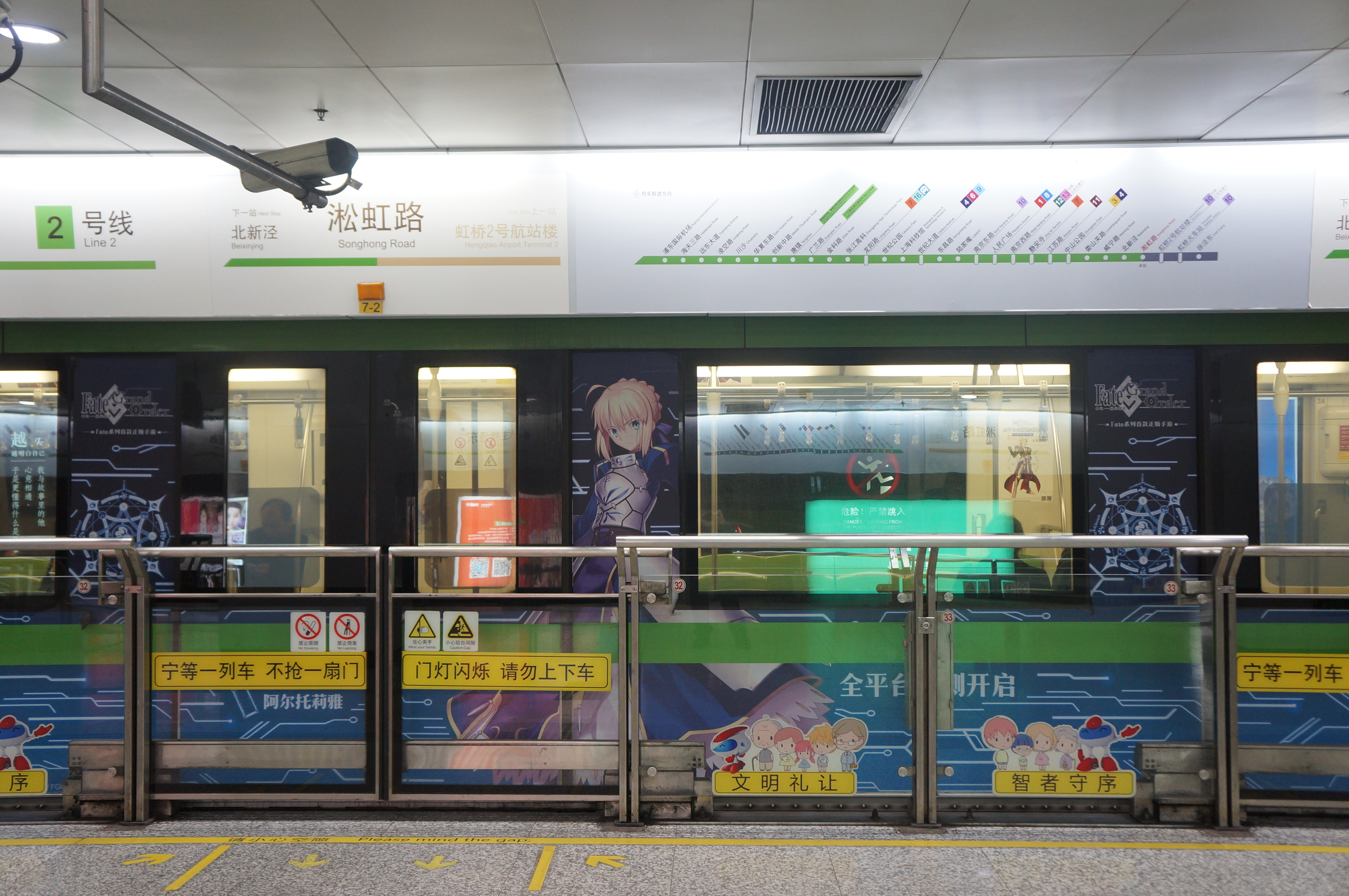
Pubblicità di Fate/Grand Order nella metropolitana di Shanghai

A partire dal successo ottenuto dalla visual novel, il brand nato da Fate/stay night è diventato in poco tempo il più remunerativo di Type-Moon, portando così alla messa in atto di un forte franchising legato alla saga, con la pubblicazione di numerose opere derivate.

#### Sequel e prequel
Il 28 ottobre 2005, Type-Moon ha pubblicato per PC Fate/hollow ataraxia, un fan disc sequel di Fate/stay night. Il videogioco è ambientato sei mesi dopo le vicende del precedente, vede il ritorno di tutti i personaggi e ne introduce quattro di nuovi: Avenger, Bazett Fraga McRemitz Caren Hortensia e Gilgamesh bambino. Il titolo è stato pubblicato per PlayStation Vita in versione censurata il 27 novembre 2014.
Tra il 29 dicembre 2006 e il 29 dicembre 2007 sono stati pubblicati i quattro volumi di Fate/Zero, serie di light novel prequel di Fate/stay night, scritta da Gen Urobuchi di Nitroplus e supervisionata da Kinoko Nasu. Ha ricevuto un adattamento in formato manga, disegnato da Shinjirō e serializzato sulla rivista Young Ace di Kadokawa Shoten, tra il 29 dicembre 2010 e il 2 giugno 2017, pubblicato in Italia da Star Comics, e uno animato da parte dello studio Ufotable, andato in onda tra il 2011 e il 2012, edito in Italia da Netflix.

#### Manga
Nel 2006 è iniziata la serializzazione di un manga comico yonkoma, intitolato Himuro no tenchi Fate/school life (氷室の天地 Fate/school life? lett. "Il mondo di Himuro Fate/school life") e disegnato da Eiichiro Mashin, che ruota attorno alla vita quotidiana dei personaggi secondari di Fate/stay night e Fate/hollow ataraxia, e principalmente di Kane Himuro, compagna di classe del protagonista. È stato serializzato sul format Manga 4-koma Kings Palette della rivista Monthly Comic Rex di Ichijinsha, in cui è diventata una delle serie più popolari, e ne sono stati tratti dodici tankōbon, pubblicati dallo stesso editore a partire dal 22 gennaio 2008. Il 31 dicembre 2017, durante il Fate Project Ōmisoka TV Special 2017, è stato mostrato un episodio intitolato Fate/Grand Order × Himuro no tenchi: 7-nin no saikyō ijin-hen (Fate/Grand Order × 氷室の天地 ～7人の最強偉人篇～? lett. "Fate/Grand Order × Himuro no tenchi: I sette uomini più forti"), prodotto dallo studio Ufotable e diretto da Takahiro Miura, frutto della collaborazione tra Fate/Grand Order e questo manga.
Nel novembre del 2007 è iniziata la serializzazione di Fate/kaleid liner Prisma Illya, scritto e disegnato da Hiroshi Hiroyama, con protagonista Illyasviel von Einzbern e ambientato in un universo alternativo in stile mahō shōjo. Inizialmente serializzato sulla rivista Comp Ace di Kadokawa Shoten, è stato raccolto in diciotto tankōbon.
Il 30 giugno 2015 Type-Moon ha annunciato la serializzazione di un fumetto online yonkoma, intitolato Fate/mahjong night seihai sensō (Fate/mahjong night 聖牌戦争? lett. "Fate/mahjong night guerra del santo graal"), scritto e disegnato Syatey e pubblicato dalla sera stessa sulla pagina Twitter Twi4 (ツイ４?, Tsuiyon), un format dell'editore Sai-zen-sen. Le vignette sono state poi raccolte in un primo tankōbon, pubblicato da Seikaisha Comics l'11 maggio 2016. In questo manga, i personaggi di Fate/stay night si contendono il santo graal sfidandosi a mahjong.
Il 25 gennaio 2016 è iniziata la pubblicazione di Emiya-san chi no kyō no gohan, un manga illustrato da TAa e narrante le vicende culinarie di Shirō Emiya. Inizialmente pubblicato sul sito internet Young Ace Up di Kadokawa Shoten, lo stesso editore ha poi raccolto i capitoli in cinque tankōbon, pubblicati dal 26 gennaio 2017. Il 31 dicembre dello stesso anno, durante il Fate Project Ōmisoka TV Special 2017 ne è stato annunciato l'adattamento come serie ONA, prodotto dallo studio Ufotable, diretto da Tetsuto Satō e Takahiro Miura. Gli episodi sono stati pubblicati ogni primo giorno del mese, dal 31 dicembre 2017 al 1º gennaio 2019.
Il 27 settembre 2018 Seikaisha ha pubblicato sotto la collana Seikaisha Comics il manga Fate/stay night Legend antology comic, un volume che raccoglie dieci racconti di dieci autori diversi, ambientati nel mondo di Fate/stay night.

#### Videogiochi
- Fate/tiger colosseum: picchiaduro sviluppato da Capcom, pubblicato nel 2007 su PlayStation Portable.
- Fate/unlimited codes: picchiaduro sviluppato da Capcom, pubblicato nel 2008 su cabinato arcade e successivamente per PlayStation 2 e Playstation Portable.
- Fate/Extra: JRPG sviluppato da Imageepoch e Marvelous Entertainment, pubblicato nel 2010 per PlayStation Portable. Titolo dalla quale ha avuto inizio la saga Extra, continuata con Fate/Extra CCC, Fate/Extella, Fate/Extella Link. Nel 2018 è stata prodotta dallo studio Shaft una serie TV animata, intitolata Fate/Extra Last Encore, basata su Fate/Extra,[137] mentre nel 2020 è stato annunciato il remake di quest'ultimo, intitolato Fate/Extra Record.[138]
- Fate/Grand Order: mobile game JRPG free-to-play sviluppato da Delightworks, pubblicato in Giappone nel 2015 e successivamente in Cina, Hong Kong, Taiwan e Stati Uniti.

#### Anime
Nel 2011 è stata prodotta dallo studio Lerche Carnival Phantasm, una serie comica OAV in cui sono riuniti i personaggi di Fate/stay night e Tsukihime. Il 31 dicembre 2011, all'interno dell'ultimo cofanetto di Canival Phantasm è stato inserito Fate/Prototype, un episodio speciale mostrante, con scene sconnesse tra loro, il prototipo della trama originale di Fate.

#### Light novel
- Fate/Apocrypha: serie di light novel di 5 volumi, scritta da Yūichirō Higashide e illustrata da Ototsugu Konoe ambientata in un universo alternativo dove la terza guerra del santo graal si è svolta in modo diverso.
- Fate/Prototype sōgin no fragments: serie di light novel scritte da Hikaru Sakurai e illustrate da Nakahara, prequel di Fate/Prototype.[140]
- Lord El-Melloi II-sei no jikenbo: serie di light novel scritta da Sanda Makoto e illustrata da Mineji Sakamoto narrante le vicende di Walter Velvet (alias Lord El-Melloi II), uno dei protagonisti di Fate/Zero. Il 31 dicembre 2018 è andato in onda Lord El-Melloi II-sei no jikenbo rail zeppelin Grace note hakamori to neko to majutsushi, episodio pilota di Lord El-Melloi II-sei no jikenbo rail zeppelin Grace note, serie televisiva animata basata su Lord El-Melloi II-sei no jikenbo, prodotta dallo studio Troyca e trasmessa dal 7 luglio al 27 settembre 2019.
- Fate/strange Fake: serie di light novel scritta da Ryōgo Narita e illustrata da Morii Shizuki, ambientata negli Stati Uniti dove è in corso una falsa guerra del santo graal.
- Fate/Requiem (フェイト／レクイエム?, Feito/Rekuiemu): serie di light novel scritta da Meteo Hoshizora, narrante le vicende del mondo successivamente alla guerra del santo graal.

## Colonna sonora
I ventotto brani che compongono la colonna sonora di Fate/stay night sono stati composti da Keita Haga. Il titolo si apre con This Illusion, cantata da M.H., e si chiude con Days, cantata da Chino. This Illusion è stata distribuita al Comiket 65 e pubblicata da Geneon Entertainment il 28 dicembre 2003, mentre il singolo con le sigle di apertura e chiusura e l'album contenente i brani della colonna sonora sono stati pubblicati da Type-Moon e distribuiti da Geneon Entertainment, rispettivamente il 25 gennaio e il 30 gennaio 2004.
L'edizione Réalta Nua per PlayStation 2 presenta alcuni nuovi brani, tra cui il tema di apertura Ōgon no kagayaki (黄金の輝き? lett. "Bagliore dorato"), cantato da Maki, e il tema di chiusura Link, cantato da Rhu, entrambi composti da Keita Haga. L'album contenente la nuova colonna sonora è stato pubblicato da Type-Moon e distribuito da Geneon Entertainment in edizione limitata, composta da cinquantanove brani raccolti in tre dischi, il 25 febbraio 2007 e in edizione normale, composta dai ventiquattro brani del primo disco, il 25 aprile 2007. Il singolo contenente la nuova sigla di apertura e Link è stato pubblicato una settimana prima, il 18 aprile 2007. La versione per PlayStation Vita ha introdotto il remix dei brani della colonna sonora del 2007 e nuove sigle di apertura, cantate dal gruppo idol Earthmind e con le animazioni curate dallo studio Ufotable: Arcadia per la route Fate, Horizon per Unlimited Blade Works e Another Heaven per Heaven's Feel, pubblicate in edizione limitata il 5 dicembre 2012. L'album contenente la nuova colonna sonora, raccolta in un cofanetto da tre CD, è stato distribuito al Comiket 83 e pubblicato da Aniplex il 26 dicembre 2012, con l'aggiunta di alcuni brani composti da Hideyuki Fukasawa, che all'epoca aveva già composto la colonna sonora di Mahōtsukai no yoru. Lo stesso album è stato distribuito in streaming a partire dal 30 luglio 2021, insieme ad altre colonne sonore di Type-Moon.
La colonna sonora della serie televisiva del 2006, composta da Kenji Kawai, riprende alcune delle musiche di sottofondo principali del videogioco, come Yakusokusareta shōri no ken (約束された勝利の剣? lett. "La spada della vittoria promessa") ed Emiya (エミヤ?). Le sigle di apertura, entrambe cantate da Sachi Tainaka, sono Disillusion per i primi quattordici episodi, e Kirameku namida wa hoshi ni (きらめく涙は星に? lett. "Le scintillanti lacrime mandate alle stelle") per gli ultimi nove. La sigla di chiusura è Anata ga ita mori (あなたがいた森? lett. "La foresta in cui ti incontrai") del duo Jukai per quasi tutti gli episodi, tranne nel quattordicesimo e nel ventiquattresimo, in cui è sostituita rispettivamente da Hikari (ヒカリ? lett. "Luce"), cantata sempre dallo stesso duo, e Kimi to no ashita (君との明日? lett. "Il domani con te"), cantata nuovamente da Sachi Tainaka. Geneon Entertainment ha pubblicato l'album della colonna sonora il 16 gennaio 2007.
In occasione del Fate/stay night: 15th Celebration Project, il 15 ottobre 2019 Type-Moon pubblicato l'anteprima di Fate song material, un cofanetto di due CD contenente ventisei sigle di apertura e di chiusura, provenienti dai vari prodotti del franchise Fate, tra cui This Illusion, Arcadia, Horizon, Another Heaven e Ōgon no kagayaki. Il cofanetto è stato pubblicato da Aniplex il 18 dicembre 2019 in edizione limitata, contenente anche un disco Blu-ray con i video di quattordici di queste sigle, e il giorno seguente in edizione non limitata, sprovvista di quest'ultimo.

## Accoglienza

### Vendite
Secondo la rivista online PCnews, il titolo è rimasto in classifica al primo posto fino alla prima metà di febbraio dello stesso anno, scendendo al ventunesimo posto ad agosto 2005. Secondo il rating di vendite compilato da Getchu.com, il gioco ha occupato la prima posizione entro un mese dalla sua uscita sul mercato, mentre a febbraio è passato al quinto posto. Fate/stay night è diventato il primo tra i giochi più venduti durante la prima metà del 2004 e in seguito di tutto l'anno, vendendo nel 2004 circa 146 686 copie. Negli anni successivi ha raggiunto le 400 000 copie vendute. Nell'aprile 2007 Fate/stay night: Réalta Nua per PlayStation 2 ha venduto decine di copie ad Akihabara il primo giorno ed è diventato il titolo più venduto in Giappone in quel mese, mentre la riedizione del 2009 ne ha vendute ulteriori 21 937. Su PlayStation Vita, il gioco ha venduto 58 557 copie nel 2013, e 86 836 a partire dal 2014. L'edizione Réalta Nua per Android ed iOS è stata scaricata più di un milione di volte.
Per quanto concerne il manga Fate/stay night, il dodicesimo volume è rientrato tra i dieci più venduti in Giappone dal 27 dicembre al 2 gennaio 2011. L'edizione home video della serie televisiva ha venduto più di 35 000 copie e, secondo Oricon, il primo DVD è stato classificato in quinta posizione nella sua prima settimana di vendita.

### Critica
Fate/stay night è considerato come uno dei titoli più esemplari della narrativa escapista, che ha reso una tranquilla città il teatro di una guerra tra maghi, combattuta in segreto e mescolata alla quotidianità degli adolescenti, il «qui ed ora», mentre la scelta di cambiare il sesso di una figura storica, al giorno d'oggi pratica comune, specialmente all'interno dello stesso franchise, è stata considerata la miglior decisione che Type-Moon abbia preso, una «fresca reinterpretazione» delle leggende arturiane. Non è stata sempre apprezzata, invece, la relazione amorosa tra lei e il protagonista durante la route Fate, considerata eccessivamente forzata e non congrua alle rappresentazioni degli stessi personaggi negli altri percorsi. L'autore, durante una discussione con Takashi Takeuchi e Gen Urobuchi, ha ammesso di aver fatto dire a Shirō alcune frasi sessiste, come «le donne non dovrebbero combattere», come ultima spiaggia, per ricordare ai giocatori che Saber fosse effettivamente una donna, oltre che il re della Britannia. Sia lui che Urobuchi faticano a vederla come una relazione tra un ragazzo e una ragazza, e Nasu avrebbe voluto scriverla meglio, cosa che all'epoca non riuscì a fare. Della route Fate, inoltre, non è stata molto apprezzata la tendenza a spiegare e rispiegare i concetti di base e le regole della guerra del santo graal.
Secondo alcuni critici, Fate/stay night è esempio di una buona combinazione della letteratura epica tradizionale e del fantasy moderno, e la presenza di eroi provenienti da antiche leggende può incoraggiare i lettori a conoscere le loro fonti originali. Il critico letterario Shūsei Sakagami ha elogiato il modo in cui i giocatori assistono al «passaggio graduale da robot fino a diventare umano» di Shirō attraverso i tre percorsi, e il suo sviluppo tratti distintivi in ciascuno di essi. Makoto Kuroda, nella sua analisi del sistema magico e delle caratteristiche dei personaggi, vede nell'ideale di Shirō del «paladino della giustizia» un'analogia diretta con la visione tradizionale della vita dei bodhisattva nel buddhismo Mahāyāna, poiché cercano di salvare le altre persone a costo dei propri sforzi e sofferenze. Secondo la sua visione, i concetti buddhisti si contrappongono agli elementi cristiani contenuti nella trama attraverso l'opposizione di Shirō e Kirei, nel rifiuto del protagonista di accettare l'interpretazione di Angra Mainyu, divinità dello zoroastrismo, come creatura che abbia accettato i peccati degli altri in nome della salvezza. Alcuni recensori hanno considerato il comportamento del protagonista e il suo atteggiamento nei confronti dei propri ideali la parte più interessante e meglio sviluppata dell'intera visual novel. In ciascuno dei tre percorsi della trama, Shirō è sottoposto a condizioni differenti e ciò permette ai giocatori di comprendere l'ambientazione (Fate), comprendere in via teorica gli ideali del personaggio (Unlimited Blade Works), affrontare i problemi della loro attuazione (Heaven's Feel) e, solo allora, comprendere i dettagli della sua figura. Per il personaggio di «Sakura oscura», considerata un fallimento da Takashi Takeuchi, il responso da parte dei fan è stato al di sopra delle aspettative. L'intenzione degli autori non era di far passare in secondo piano la «normale» Sakura, ma l'impressione rimasta nelle menti dei giocatori è stata più forte di quanto voluto.
Nel 2007 ha raggiunto il secondo post come migliore visual novel secondo i lettori di Dengeki G's Magazine, superato solo da Clannad, mentre, nel 2016, Brian Ashcraft di Kotaku lo ha considerato come uno dei più importanti videogiochi nipponici della storia, per aver mostrato quanto possa essere coinvolgente un'avventura testuale. In un sondaggio del 2006 condotto da TV Asashi, la serie televisiva ha raggiunto il settantesimo posto tra i cento anime preferiti dai giapponesi, mentre Fate/stay night: Réalta Nua ha raggiunto il secondo posto ai Newtype Anime Awards del 2013 come migliori animazioni videoludiche.

## Eredità culturale

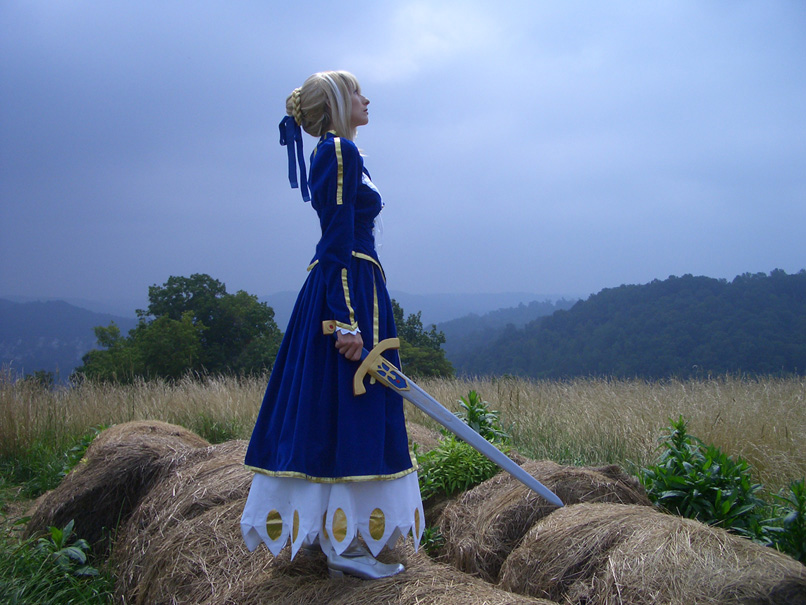
Cosplay di Saber

L'influenza di Fate/stay night è rintracciabile in opere come Code Geass: Lelouch of the Rebellion, in cui i mecha portano i nomi dei cavalieri della Tavola Rotonda, ed è servito d'ispirazione nello sviluppo di altre visual novel. La rivista Newtype ha incluso per diversi anni alcuni personaggi di Fate/stay night nella lista dei migliori personaggi dell'anno, arrivando a considerare Saber l'eroina più celebre del secondo decennio del XXI secolo, seguita anche da Rin e Sakura; Gilgamesh invece è stato contemplato tra i più iconici antagonisti della subcultura otaku. Ian McKellen, attore britannico e interprete di Gandalf nella trilogia del Signore degli Anelli, durante un'intervista concessa a Bilibili ha recitato la formula magica utilizzata da Archer per invocare l'Unlimited Blade Works.
Nel 2015, Fate/stay night è stato esposto al Centro nazionale delle Arti di Tokyo, durante una mostra intitolata Manga, Anime, Games from Japan (Manga＊Anime＊Games from Japan?), insieme ad Umineko When They Cry e Tokimeki Memorial, e al Museo internazionale dei manga di Kyoto. Inoltre, la serie è stata al primo posto per numero di circoli di dōjinshi in diverse edizioni del Comiket.

### Fate/stay night: 15th Celebration Project
Il 30 gennaio 2019, in occasione del quindicesimo anniversario dell'uscita di Fate/stay night, Type-Moon ha dato il via al Fate/stay night: 15th Celebration Project (「Fate/stay night」 ～15th Celebration Project～?), un progetto che ha previsto la promozione del titolo attraverso nuove pubblicazioni ed eventi. L'annuncio è stato comunicato inizialmente attraverso un video, mostrato sugli schermi ad Akihabara UDX. Lo stesso giorno è stata annunciata la Type-Moon-ten Fate/stay night: 15-nen no kiseki (TYPE-MOON展 Fate/stay night -15年の軌跡-?, Taipu Mūn-ten Feito/sutei naito: jūgo-nen no kiseki, lett. "Mostra Type-Moon Fate/stay night: 15 anni di storia). Il 3 agosto 2019 è stato annunciato che la mostra si sarebbe svolta dal 20 dicembre al 5 aprile dell'anno successivo. Dopo un'anteprima per la stampa svoltasi il 19 dicembre dello stesso anno, la mostra ha avuto inizio il giorno seguente, ma è stata poi interrotta, poiché il museo ha deciso di chiudere temporaneamente, dal 29 febbraio al 6 maggio, a causa della pandemia di COVID-19.
Nel sito ufficiale del progetto sono presenti i messaggi, oltre che dello staff di Type-Moon e dei doppiatori dei personaggi, anche di varie personalità nipponiche: Katsura Hashino, game director e produttore di alcuni titoli della serie Shin Megami Tensei: Persona, Atsuhiro Iwakami, vicepresidente esecutivo di Aniplex, George Kamitani, fondatore e progettista capo della casa sviluppatrice di videogiochi Vanillaware, Ōmura Masaaki di Kadokawa, Takanori Aki, presidente e amministratore delegato di Good Smile Company, Reki Kawahara, autore di Sword Art Online, Kazuya Ninō, autore della serie Dragon Quest Builders, Norimitsu Urasaki, produttore di Studio Deen, Katsushi Ōta di Seikaisha, Keiichiro Toyama, direttore creativo di Sony Interactive Entertainment Japan Studio, Yousuke Shiokawa, produttore creativo di Delightworks, Kazutaka Kodaka, autore della serie Danganronpa e Hikaru Kondo, Tomonori Sudō e Takahiro Miura, rispettivamente produttore e registi dello studio Ufotable. Anche Hidetaka Miyazaki, autore della saga dei Souls, si è complimentato con Type-Moon, ritenendosi «impressionato» del fatto che il titolo sia riuscito a rimanere attraente per quindici anni. Nel corso del tempo, altri autori hanno voluto partecipare ai festeggiamenti, dedicando alcuni messaggi di ringraziamento o disegni. Tra di essi vi sono Koyoharu Gotōge, autrice del manga Demon Slayer - Kimetsu no yaiba, che ha ritratto le due eroine Saber e Rin, e Yukito Ayatsuji, autore del manga Another.

## Merchandising

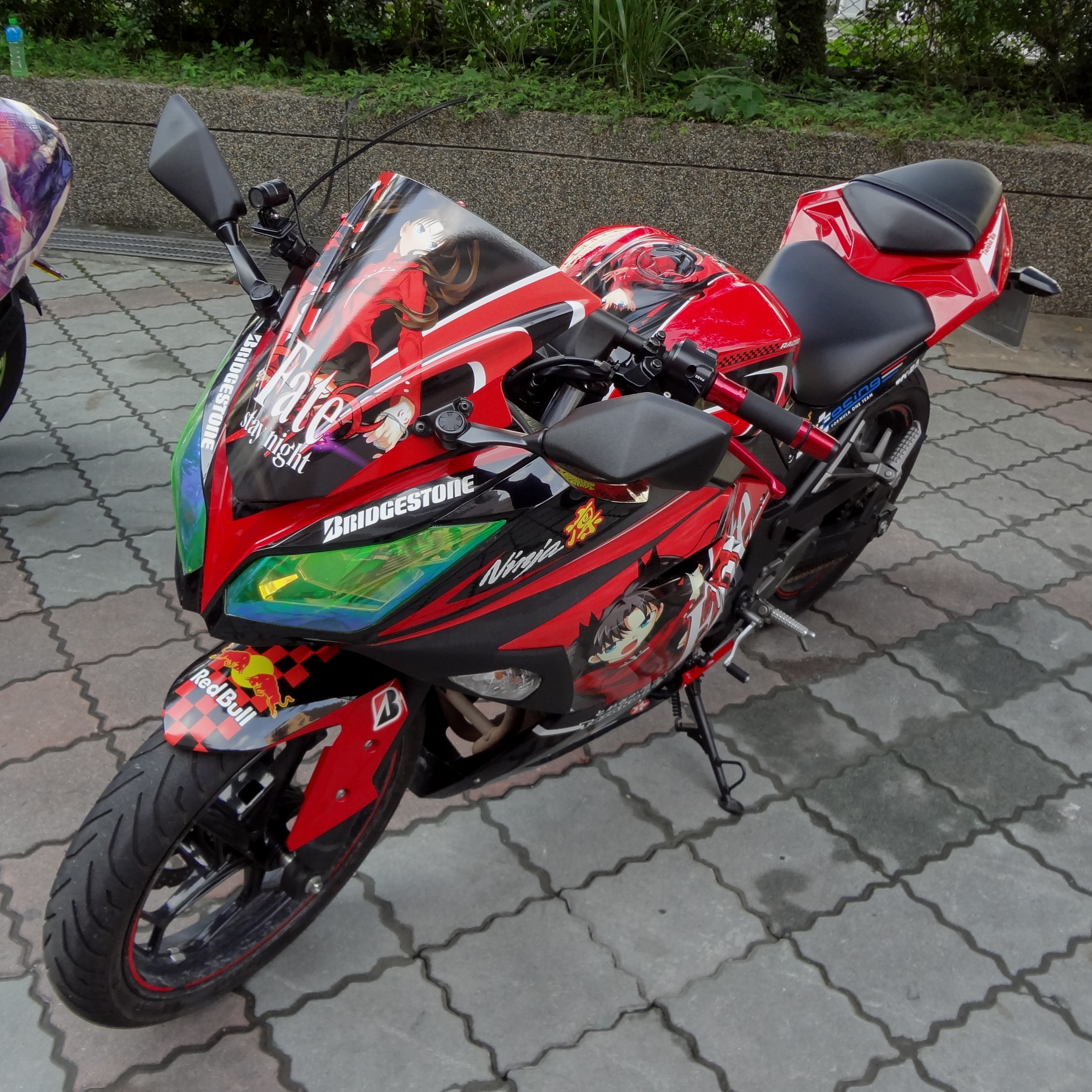
Itansha con la livrea ispirata a Rin

Nel corso degli anni, i personaggi di Fate/stay night sono comparsi nelle espansioni di giochi di carte collezionabili come Lycée (リセ?, Rise) di Broccoli, Dragon All Stars (ドラゴン☆オールスターズ?, Doragon Ōru Sutaazu) di Fujimi Shobō e Weiß Schwarz, e in videogiochi come Nendroid Generation nel 2012, Divine Gate nel 2014, Schoolgirls Strikers e Nitroplus Blasterz: Heroines Infinite Duel nel 2016, Shadowverse nel 2017 e Puzzle & Dragons nel 2019; nel 2009 i costumi dei personaggi sono stati resi disponibili nel videogioco per PlayStation Portable Phantasy Star Portable 2 di Alfa System. Per pubblicizzare il titolo e i suoi adattamenti, Type-Moon ha stretto accordi con varie aziende per la vendita di prodotti di vario genere, come modelli a grandezza naturale delle armi dei personaggi, dei loro vestiti. Nell'ottica dei festeggiamenti relativi al Fate/stay night: 15th Celebration Project, ha intensificato la produzione di merchandise relativo al titolo ed è stata distribuita un'ampia gamma di prodotti, tra cui action figure dei personaggi e dei tarocchi, carillon, cibarie e oggetti di uso comune.